# St. Paul (Oregon)
St. Paul è una città degli Stati Uniti d'America situata nell'Oregon, nella Contea di Marion.